# Alex Sandro da Silva
Alex Sandro da Silva, meglio noto Alex Silva (Amparo, 10 marzo 1985), è un ex calciatore brasiliano, di ruolo difensore.

## Biografia
È il fratello minore di Luisão, anch'egli ex calciatore.

## Carriera
Ha partecipato alla Copa América 2007 con la Nazionale brasiliana, vincendola. A fine agosto 2008 passa dal San Paolo all'Amburgo.

## Palmarès

### Club

#### Competizioni statali
- Campionato Baiano: 2

Vitória: 2003, 2004

#### Competizioni nazionali
- Campionato brasiliano: 2

San Paolo: 2006, 2007
- Campionato boliviano: 1

Wilstermann: Apertura 2018

### Nazionale
- Coppa America: 1

Venezuela 2007
- Bronzo olimpico: 1

Pechino 2008